# 安巴叻

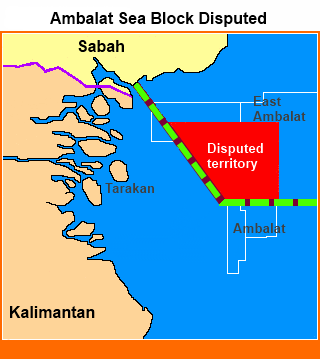
安巴叻海域主权争议范围

安巴叻，是一片位于加里曼丹岛东海岸外苏拉威西海中的海域区块，面积约15,235平方公里。该区域油气资源丰富，自20世纪末以来一直是马来西亚与印度尼西亚之间的海洋主权与资源开发权争议焦点区。

## 名称
印尼称这片主权争议海域为「Ambalat」，是印尼语「Ambang Batas Laut」的缩写，意为「海域边界」。马来西亚官方不承认此称呼，而是称为「蘇拉威西海ND6和ND7區塊」。

## 历史
安巴叻主权争议始于1979年马来西亚公布海洋划界图，将安巴叻纳入其大陆架主张范围；而印尼依据1969年两国签署的大陆架协议反驳马方主张，主张该区块属于印尼管辖。两国还曾就安巴叻海域附近的西巴丹岛（Sipadan）与利吉丹岛（Ligitan）主权问题诉至国际法院。2002年裁决马来西亚胜诉，两座岛屿主权归属马方，但该判决并未涉及安巴叻海域的边界划定。